# Warsaw Security Forum
Warsaw Security Forum (WSF) (pl. Warszawskie Forum Bezpieczeństwa) – coroczna międzynarodowa konferencja, organizowana przez Fundację im. Kazimierza Pułaskiego. WSF jest miejscem wymiany doświadczeń i poglądów w obszarze polityki bezpieczeństwa państw członkowskich Organizacji Paktu Północnoatlantyckiego (NATO) i Unii Europejskiej (UE) oraz państw partnerskich. Gośćmi konferencji są wysocy przedstawiciele państwowi, ambasadorowie, politycy oraz eksperci specjalizujący się w sprawach międzynarodowych i bezpieczeństwie. Dotychczas w konferencji wzięli udział m.in. byli prezydenci Polski Bronisław Komorowski, Litwy Vytautas Landsbergis i Gruzji Micheil Saakaszwili, Zastępca Sekretarza Generalnego NATO Aleksander Vershbow, a także byli i obecni ministrowie spraw zagranicznych oraz obrony narodowej wielu krajów. Ponadto WSF gościło także wielu znamienitych ekspertów i przedstawicieli państwowych.

## Historia
Warsaw Security Forum jest organizowane od 2014 r. Pierwsza edycja odbyła się w dniach 20-21 listopada 2014 roku w Hotelu Radisson Blu w Warszawie. Misją WSF od początku było podniesienie świadomości o działaniach Organizacji Paktu Północnoatlantyckiego (NATO) i Unii Europejskiej (UE) w ramach polityki bezpieczeństwa poprzez dialog między decydentami i ekspertami. Tematem przewodnim WSF 2014 był konflikt na Ukrainie. Ponadto dyskutowano o przyszłości NATO i relacji transatlantyckich, bezpieczeństwie energetycznym, zagrożeniach asymetrycznych, bezpieczeństwie ekonomicznym, o modernizacji polskiej armii, nowych technologiach w wojsku, a także o bezpieczeństwie krajów Europy Środkowej, Wschodniej i krajów bałtyckich. W ramach WSF 2014 odbyły się również wydarzenia towarzyszące takie jak Konferencja Wysokich Przedstawicieli Krajów Unii Europejskiej odpowiedzialnych za bezpieczeństwo narodowe oraz The Night Owl Sessions. Nocne sesje to nieformalne spotkanie, podczas którego zainteresowani dyskutowali na tematy dotyczące szeroko rozumianego bezpieczeństwa. Innym wydarzeniem towarzyszącym Warsaw Security Forum 2014 był program The New Security Leaders oraz Road to WSF.
Druga edycja Warsaw Security Forum miała miejsce 5-6 listopada 2015 roku w hotelu DoubleTree by Hilton w Warszawie. Forum zostało rozbudowane – udział w nim wzięło około 400 uczestników z ponad 40 krajów członkowskich NATO i UE. Wśród zaproszonych gości byli m.in. Alexander Vershbow, Mikheil Saakashvili czy Paweł Soloch. W trakcie drugiej edycji Warsaw Security Forum odbyło się 18 paneli dyskusyjnych. Do poruszanych tematów należały m.in. sytuacja na Ukrainie, na Bliskim Wschodzie, stosunki krajów europejskich z Rosją, Partnerstwo Wschodnie, cyberbezpieczeństwo, bezpieczeństwo państw Unii Europejskiej i NATO. Zastanawiano się również nad bezpieczeństwem energetycznym. Kolejny raz zorganizowano także program The New Security Leaders oraz Road to WSF 2015.

## Uczestnicy
Warsaw Security Forum zebrało ponad 400 ekspertów, z 40 państw. Pośród nich znajdowali się wysokiej rangi urzędnicy państwowi z krajów UE i NATO, jak również delegaci organizacji międzynarodowych. Zaproszeni byli także przedstawiciele sektora zbrojeniowego i organizacji pozarządowych. Należy pamiętać, że sektor prywatny również jest istotną częścią międzynarodowej struktury bezpieczeństwa, konferencja nie tylko umożliwia im zaprezentowanie swoich ofert, ale także pozwala określić przyszłe trendy światowe kształtujące zapotrzebowanie. Obecność wielu renomowanych panelistów zapewnia kompleksowe spojrzenie na bezpieczeństwo międzynarodowe. Paweł Soloch, Szef BBN zaprezentował wyzwania regionalne z perspektywy Polski, Prezydent Mikheil Saakashvili, Gubernator Odessy i były Prezydent Gruzji przedstawił rekomendacje dotyczące reform i transformacji Ukrainy, a Ambasador Alexander Vershbow, zastępca sekretarza generalnego NATO wymienił wyzwania przed którymi stoi Sojusz. Natomiast Marieluise Beck skupiła się na rekomendacjach dla państw europejskich wobec Partnerstwa Wschodniego. Wśród uczestników konferencji znaleźli się również książę Michael von Liechtenstein, czy gen. Janusz Bojarski, Komendant NATO Defense College. W 2021 roku gościem Warsaw Security Forum był prezydent Andrzej Duda

## Rada Programowa
Składa się z renomowanych ekspertów w dziedzinie bezpieczeństwa i stosunków międzynarodowych. Jej członkowie biorą czynny udział w przygotowaniach do Warsaw Security Forum, doradzając w kwestii doboru tematów, jak również przygotowując rekomendacje dotyczące kluczowych zagadnień. Wielu członków Rady jest też zaangażowanych w dyskusję w trakcie konferencji. Przykładem mogą być Szef Biura Bezpieczeństwa Narodowego Paweł Soloch czy były Minister Spraw Zagranicznych Ukrainy Jego Ekscelencja Ambasador Andrij Deszczycia, którzy w czasie WSF 2015 pełnili również funkcję panelistów. Wydarzenia towarzyszące, takie jak Road to WSF, również korzystają z wiedzy ekspertów. Rada składa się z części stałej oraz zmiennej. Stali członkowie zostali wybrani spośród wybitnych specjalistów zarówno z Polski, jak i świata. Wśród nich znaleźli się takie osobistości jak Ambasador Jerzy M. Nowak, były Stały Przedstawiciel Polski przy NATO, czy Prof. Norman Davies, Fellow British Academy. Natomiast, osoby wchodzące w skład części zmiennej dobierane są indywidualnie w odniesieniu do bezpośrednich wydarzeń kształtujących tematy debaty. W roku 2015 zasiadał w niej między innymi dr Sławomir Dębski, dyrektor Centrum Polsko-Rosyjskiego Dialogu i Porozumienia. Rada Programowa to prestiżowy międzynarodowy zespół ekspertów, z państw członkowskich UE i NATO, który aktywnie współtworzy międzynarodową agendę bezpieczeństwa.

## Partnerzy
Warsaw Security Forum wspierane jest przez wielu polskich i międzynarodowych partnerów. Są to firmy reprezentujące przemysł obronny, organizacje pozarządowe i zespoły ekspertów, jak również ministerstwa i organizacje rządowe. Partnerem Strategicznym konferencji jest Biuro Bezpieczeństwa Narodowego. Natomiast, Ministerstwo Obrony Narodowej oraz Ministerstwo Spraw Zagranicznych występują jako partnerzy honorowi. Organizacja paneli dyskusyjnych i współpraca merytoryczna odbywa się we współpracy z partnerami instytucjonalnymi: Fundacja Amicus Europae, Europejska Akademia Dyplomacji, Instytut Wolności, Polski Instytut Myśli Gospodarczej, Jagello 2000, Instytut Kościuszki, German Marshall Fund, Polska Izba Producentów na rzecz Obronności Kraju, Atlantic Council, Centrum Stosunków Międzynarodowych, PAUCI, Narodowe Centrum Studiów Strategicznych, DemosEuropa, Centrum Polsko-Rosyjskiego Dialogu i Porozumienia i wiele innych.